# 3669-es busz
A 3669-es jelzésű autóbusz egy regionális autóbuszjárat Heves és Jászberény között, melyet a MÁV Személyszállítási Zrt. lát el.

## Közlekedése
Szabadnapokon kettő járatpár szállítja az utasokat. A négy járatból három Jászszentandrás érintésével közlekedik. A járat útvonalának hossza Jászszentandrás érintése nélkül 33,8 km., Jászszentandrás érintésével 38,1 km. Menetideje Jászberény felé Jászszentandrás érintése nélkül 45 perc, Jászszentandrás érintésével 55 perc,  Heves felé 50 perc.

## Megállóhelyei
| 0  | 0  | Heves, autóbusz-állomás végállomás      | 18 | 1066, 1068, 1069, 1075, 1362, 1376, 1443, 1466, 1517 3424, 3434, 3441, 3442, 3443, 3444, 3550, 3560, 3561, 3562, 3665, 3666, 3670, 3689, 3695                 |
| 1  | 1  | Heves, szociális otthon                 | 17 | 1075, 1466, 1517 3443 |
| 2  | 2  | Heves, Pusztacsász                      | 16 | 1075, 1466, 1517 3443 |
| 3  | 3  | Heves, Állami Gazdaság bejárati út      | 15 | 1075 3443 |
| ∫  | 4  | Jászszentandrás, autóbusz-váróterem     | 14 | 1070, 1075, 1076, 1443, 1517 4655 |
| ∫  | 5  | Jászszentandrás, gépjavító              | 13 | 1070, 1075, 1517 4655 |
| ∫  | 6  | 6-os km kő I.                           | 12 | 1070, 1075 4655 |
| ∫  | 7  | Mezőgazdasági Rt.                       | 11 | 4655 |
| ∫  | 8  | Jászapáti, Lehel utca                   | 10 | 1070, 1076, 1517 4655 |
| 4  | ∫  | Jásziványi elágazás                     | ∫  | 1075, 1466 3443, 4603 |
| 5  | ∫  | Jászapáti, Vasút út                     | ∫  | 1075, 1362, 1466 3443, 4603, 4655, 4659 |
| 6  | 9  | Jászapáti, autóbusz-állomás             | 9  | 1070, 1075, 1076, 1077, 1362, 1376, 1443, 1466, 1517 3443, 4603, 4655, 4659                                                                                   |
| 7  | 10 | Mezőgazdasági tanüzem                   | 8  | 1070, 1075, 1077, 1466 3443, 4655, 4659 |
| 8  | 11 | Budai tanya                             | 7  | 1077, 1466 3443, 4655, 4659 |
| 9  | 12 | Kapitányrét                             | 6  | 1070, 1075, 1466 3443, 4655, 4659 |
| 10 | 13 | Jászjákóhalma, TÜZÉP                    | 5  | 1070, 1075, 1466 3443, 4653, 4654, 4655, 4659 |
| 11 | 14 | Jászjákóhalma, Petőfi utca              | 4  | 3443, 4653, 4654, 4655, 4659 |
| 12 | 15 | Jászjákóhalma, községháza               | 3  | 1070, 1075, 1076, 1077, 1362, 1376, 1443, 1466 3443, 4653, 4654, 4655, 4659                                                                                   |
| 13 | 16 | Jászberény, jászteleki elágazás         | 2  | 1 1070, 1075, 1077, 1078, 1443, 1466, 1469, 1515 4601, 4602, 4653, 4654, 4655, 4659, 4660, 4662                                                               |
| 14 | 17 | Jászberény, Szabadság tér               | 1  | 1 1070, 1075, 1076, 1469 3443, 4601, 4602, 4653, 4654, 4655, 4659, 4660, 4662                                                                                 |
| 15 | 18 | Jászberény, autóbusz-állomás végállomás | 0  | 1 499, 503, 523 1070, 1075, 1076, 1077, 1078, 1348, 1362, 1376, 1443, 1466, 1469, 1515 3443, 3671, 4601, 4602, 4650, 4653, 4654, 4655, 4659, 4660, 4662, 4686 |